# Vámoscsalád
Vámoscsalád é um município da Hungria, situado no condado de Vas. Tem 11,78 km² de área e sua população em 2015 foi estimada em 281 habitantes.